# Stronie Śląskie

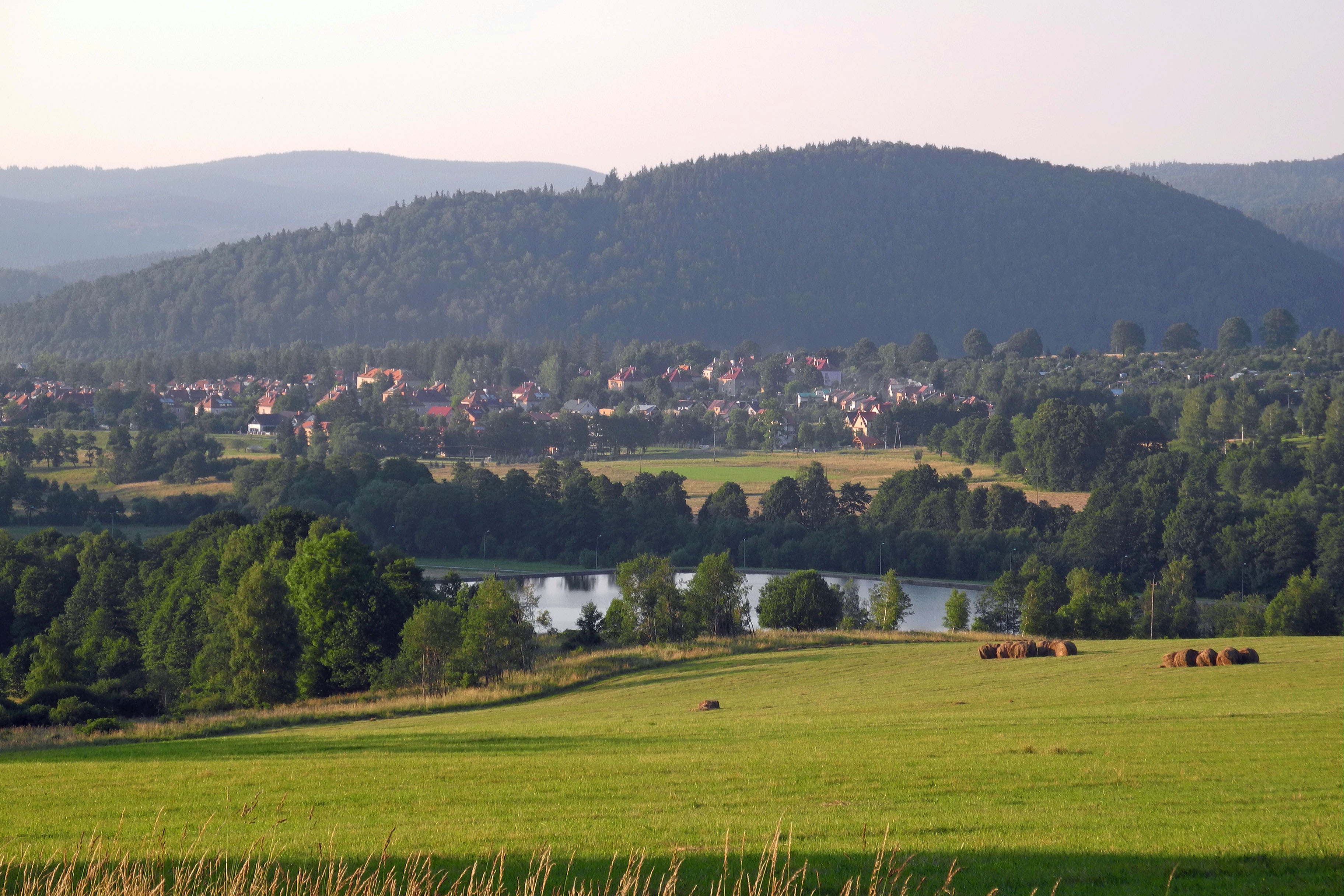

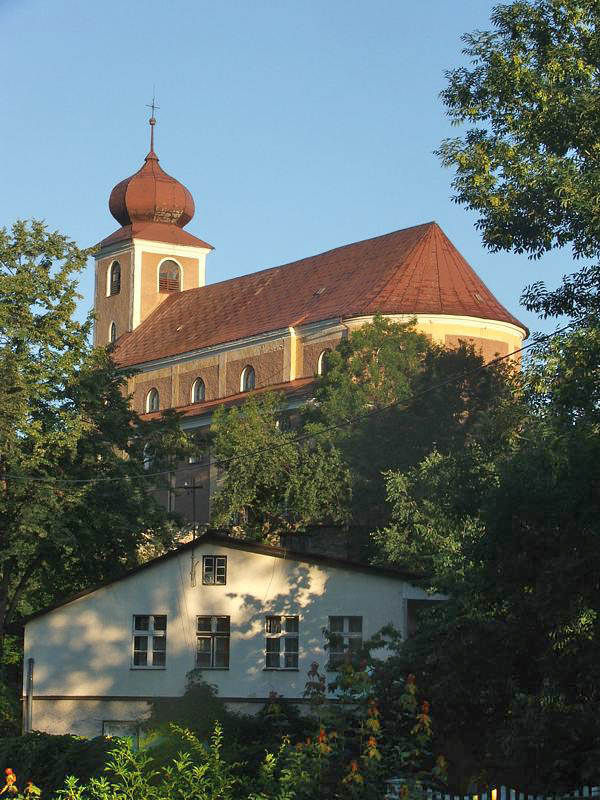

Stronie Śląskie este un oraș în Polonia.